# مطار القامشلي
مطار القامشلي (إياتا: KAC، إيكاو: OSKL) هو مطار سوري يقع في مدينة القامشلي في أقصى شمال شرق سوريا، ويستقبل الرحلات من المطارات السورية، ويتألف المطار من صالات للقادمين والمغادرين وقاعات ويضم مكاتب الخدمات المختلفة، وقد تم تطوير المدرج لاستقبال كافة أنواع الطائرات وتحديث نظم الملاحة والمرافق والخدمات وفق أحدث الأنظمة الدولية، وكانت قد تعهدته شركة بن لادن السعودية وقد أصبح المطار يعمل دولياً بشكل رسمي بعد أن تم هبوط أول طائرة دولية من ستوكهولم إلى القامشلي مباشرة بتاريخ 6 حزيران 2011.

## خطوط وشركات الطيران
- الخطوط الجوية السورية (دمشق)
- اجنحة الشام للطيران